# Bryan Alaphilippe
Bryan Alaphilippe (Saint-Amand-Montrond, 17 augustus 1995) is een Frans wielrenner die anno 2019 rijdt voor Team-Peltrax-CSD. Hij is de broer van wielrenner Julian Alaphilippe.

## Carrière
In 2017 behaalde Alaphilippe zijn eerste profzege toen hij in de derde etappe van de Ronde van Portugal de sprint van een klein peloton won, voor Krists Neilands en Daniel Mestre.

## Overwinningen
2015
Bordeaux-Saintes
2017
3e etappe Ronde van Portugal
2019
4e etappe Ronde de l'Oise

## Resultaten in voornaamste wedstrijden
|      | \| Jaar \| Parijs-Tours \| \| ---- \| ------------ \| \| 2017 \| 150e \| |
| Jaar | Parijs-Tours                                                             |
| 2017 | 150e                                                                     |

## Ploegen
- 2015 –  Équipe Cycliste de l'Armée de Terre
- 2016 –  Armée de Terre
- 2017 –  Armée de Terre

Alaphilippe · Armirail · Barbas · Bodiot · Canal · Duval · Ferasse · Guyot · Le Roux · Lebreton · Levasseur · Mainard · Penven · Poulhiès · Raibaud · Rostollan · Sinner · Thomas · Yssaad
Alaphilippe · Campistrous · Canal · Duculty · Ferasse · Gaudin · Guyot · Kneisky · Le Roux · Lebreton · Levasseur · Loubet · Mainard · Poulhiès · Raibaud · Rostollan · Sireau · Thomas · Tronet · Yssaad